# ゾディアック・ネオ
ゾディアック・ネオ（Zodiac NEO）は、日本のギター工房、およびそのブランド名。マスタービルダーは播木努。

## 概要
2024年7月17日、ゾディアック・ワークスの創業者・松﨑淳が2022年2月6日に出張先の福岡県で急逝し、2023年5月31日をもって閉業したことを受け、松崎の意志を次世代のプレイヤーたちに繋げると同時にジャパニーズ・クラフツマンシップの技と力を世界に伝えたいという思いを込め、布袋寅泰のシグネチャーモデルの開発や製造に松﨑とともに携わった播木努をマスタービルダーに迎えたギターブランドとして創業されることが発表された。
ブランドの1stモデルは2024年5月15・16日に東京ドームで開催されたCOMPLEX『日本一心』公演で使用された布袋のシグネチャーモデル・Eternal Legacy HOTEI Model。